# Mercetaspis halli
Mercetaspis halli är en insektsart som först beskrevs av Green 1923.  Mercetaspis halli ingår i släktet Mercetaspis och familjen pansarsköldlöss. Inga underarter finns listade i Catalogue of Life.